# Ljubezen na prvi pogled
Ljubezen na prvi pogled je drugi studijski album slovenske glasbene skupine Leteči potepuhi, izdan pri založbi Helidon leta 1997. Pred začetkom snemanja albuma sta skupino zapustila brata Marko in Matjaž Ogrin, ki sta ju nadomestila Blaž Grm na bobnih in Aleš Čadež na klaviaturah.

## Seznam pesmi
Vse pesmi je napisala skupina Leteči potepuhi.
| Št. | Naslov                       | Dolžina |
| --- | ---------------------------- | ------- |
| 1.  | „Ljubezen na prvi pogled‟    | 3:32    |
| 2.  | „Ko ti vse narobe gre‟       | 3:01    |
| 3.  | „Kralj zaprtih prostorov‟    | 5:14    |
| 4.  | „Postla‟                     | 3:58    |
| 5.  | „Če srečal bi stvarnika‟     | 3:15    |
| 6.  | „Stari maček‟                | 3:04    |
| 7.  | „Maratonka teče častni krog‟ | 3:45    |
| 8.  | „Poletni naliv‟              | 3:45    |
| 9.  | „Dan za dnem‟                | 3:25    |
| 10. | „Beg‟                        | 2:54    |
| 11. | „Ljubezen na prvi pobeg‟     | 3:30    |

## Zasedba
Leteči potepuhi
- Klemen Tičar — vokal
- Dejan Došlo — kitara
- Jožef Sečnik — bas kitara
- Blaž Grm — bobni
- Aleš Čadež — klaviature